# Orthogrimmia asperitricha
Orthogrimmia asperitricha là một loài Rêu trong họ Grimmiaceae. Loài này được (Dixon & Sainsbury) Ochyra & Żarnowiec mô tả khoa học đầu tiên năm 2003.